# Ctulu

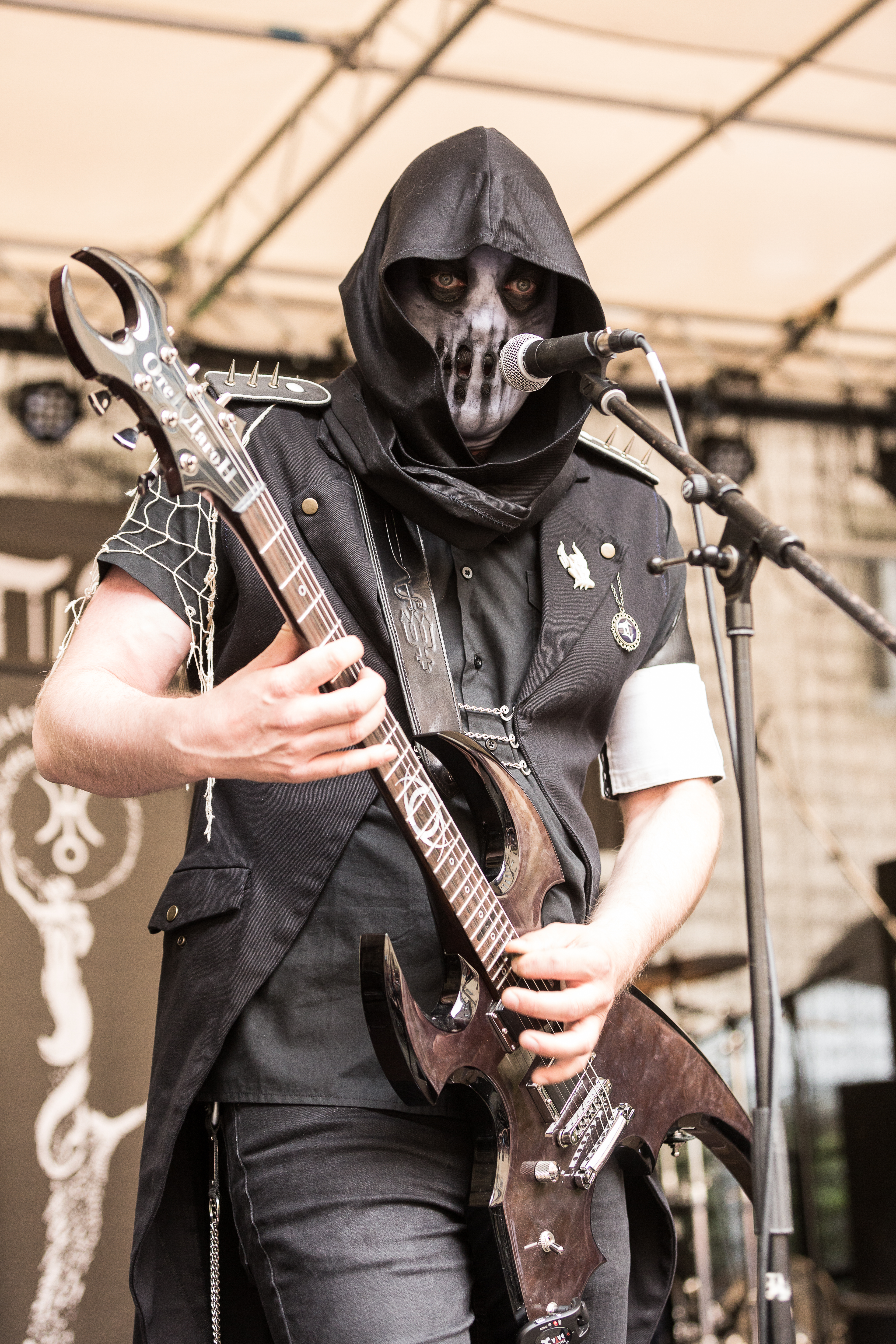
Ctulu auf dem Skaldenfest 2018

Ctulu ist eine Ende 2004 im niedersächsischen Delmenhorst gegründete Extreme-Metal-Band, deren Mitglieder mittlerweile in Kiel, Bremen und Warschau wohnen. Der Name Ctulu stammt von der Gottheit Cthulhu aus dem von H.P. Lovecraft erdachten Götter-Pantheon, das sich in zahlreichen seiner Geschichten wiederfindet. Für die Symmetrie des Bandlogos wurden die beiden zusätzlichen Hs aus dem ursprünglichen Namen entfernt. Ebenso wird diese Maßnahme als Schutz vor Urheberrechtskonflikten gewertet.

## Geschichte
Ende 2004 gründeten Lead-Gitarrist Mathias und Sänger Stefan – der zu dieser Zeit auch noch als Schlagzeuger fungierte – Ctulu in Delmenhorst, damals noch als Projekt. 2005 erschien in Eigenproduktion das erste Demo Zins der Zeit.
Nach dem Einstieg von Bassist Chrille und Schlagzeuger Jan im Jahr 2006 konzentrierte Stefan sich nur noch auf den Gesang, erste Konzerte in Hamburg, Delmenhorst und Athen wurden gespielt. Zusammen wurde das Demo Freie Geister in Eigenregie aufgenommen.
2007 verließ Chrille die Band und wurde durch Mario ersetzt. Im darauf folgenden Jahr, am 2. Mai 2008, erschien das erste vollwertige Album Freie Geister über Northfire Records und Twilight Vertrieb. Zwischen der Aufnahme und der Veröffentlichung kam Arne als Rhythmusgitarrist zu Ctulu. Zu den darauf folgenden Live-Aktivitäten zählt ein Auftritt auf dem ersten Paganfest.
2009 verließ Stefan die Band, es folgten weitere Konzerte in Deutschland, aber auch in Dänemark, Österreich und den Niederlanden mit Mathias und Arne als Sänger. Im Herbst stieß Rolf als Sänger und Martin an den Drums zur Band.
2010 wurden Ctulu beim Ragnarök-Festival in Rieden (Oberpfalz) einem größeren Publikum bekannt. Wenig später verließ Mario die Band.
2011 wurde beim Ragnarök-Festival das zweite Album Sarkomand vorgestellt, das über Godeater Records am 29. April 2011 erschien. Die Bassparts wurden vom Rhythmusgitarristen Arne eingespielt. Zwei Monate vor dem Festival stieß Bassist Paulo zur Band. Im Mai 2011 wurde bekanntgegeben, dass Sänger Rolf und Bassist Paulo die Band noch im selben Jahr verlassen werden. Die vakanten Posten wurden allerdings zügig besetzt. Ein Bassist namens Lasse und ein Sänger namens Lars wurden Ende Mai 2011 als Ersatz bekanntgegeben. Letzterer verließ die Band allerdings bereits Ende September. Seit September 2011 besteht Ctulu als Quartett.
2012 spielten Ctulu Konzerte in Celle, London, Athen und Limassol (Zypern). Im Oktober trennte die Band sich von Drummer Martin, der von Aebas Infernal Desaster ersetzt wurde.
2013 veröffentlichten sie Seelenspiegelsplitter via Nocturnal Empire und Black Blood Records. Das Album ist von einer experimentelleren Natur geprägt und beschäftigt sich lyrisch größtenteils mit dem Esoterischen Orden des Dagon. Es folgten Konzerte in Zypern, Irland, Tschechien und Deutschland.
2014 tourte die Band mit ihrem aktuellen Album durch Österreich und England und begann mit dem Songwriting für das vierte Studioalbum. Außerdem feierte sie noch im selben Jahr ihr zehnjähriges Bestehen mit der ersten Vinyl Erscheinung. Hierzu wurde das 2011 veröffentlichte Album Sarkomand über Black Blood Records und Human To Dust Records als LP neu aufgelegt.
2015 bestritt Ctulu mit der französischen Black-/Death-Metal-Band Necrowretch eine Tour durch die Balkanstaaten sowie Auftritte in der Türkei und Russland. Kurze Zeit später musste Bassist Lasse die Band verlassen, dessen Platz allerdings bewusst unbesetzt blieb und somit als Trio weitergemacht wurde.
Diese Entscheidung kann als Wendepunkt in Ctulus Bandgeschichte bezeichnet werden, da die Band ihrem bisherigen Stil den Rücken kehrte und eine musikalische Neuausrichtung stattfand. Die Band löste sich vom schwedisch inspirierten Black Metal und arbeitet häufiger mit Dissonanzen. Die bisher vorwiegend genutzten Mollharmonien verschwinden fast vollständig. Stattdessen wird die Band fortan als eine Mischung von "Behemoth, Slayer und Satyricon" beschrieben.
Mit MDD Records wurde Anfang 2016 ein neues Plattenlabel gefunden, das das Album Sarkomand auf CD mit neuem Artwork und Bonusmaterial wiederveröffentlichte. Dazu spielten Ctulu auf einigen Festivals in Deutschland, Tschechien und Österreich.
Im November 2016 erschien das vierte Studioalbum über MDD Records, das unbetitelt blieb.
Im Oktober 2017 wurde die EP Cultus in Tenebris über das US-Label Static Tension veröffentlicht.

## Stil

### Musik
Ctulus Musik ist gitarrendominierter, schneller Extreme Metal, welcher oft mit schwedischem Black Metal verglichen wird. Es finden sich außerdem diverse Elemente verschiedenster Rock- und Metalstilrichtungen. Ctulu selbst bezeichnen ihre Musik als Seastorming Extreme Metal.

### Texte
Die Texte setzen sich mit Albträumen, dem Tod sowie diversen weiteren Themen auseinander, die vorwiegend von Geschichten H. P. Lovecrafts inspiriert sind.

## Diskografie
- Zins der Zeit (Demo) (2005)
- Freie Geister (Demo) (2006)
- Freie Geister (Album) (2008)
- Sarkomand (Album) (2011)
- Seelenspiegelsplitter (Album) (2013)
- Unbetitelt (Album) (2016)
- Cultus in Tenebris (EP) (2017)